# 奥尔莫克湾

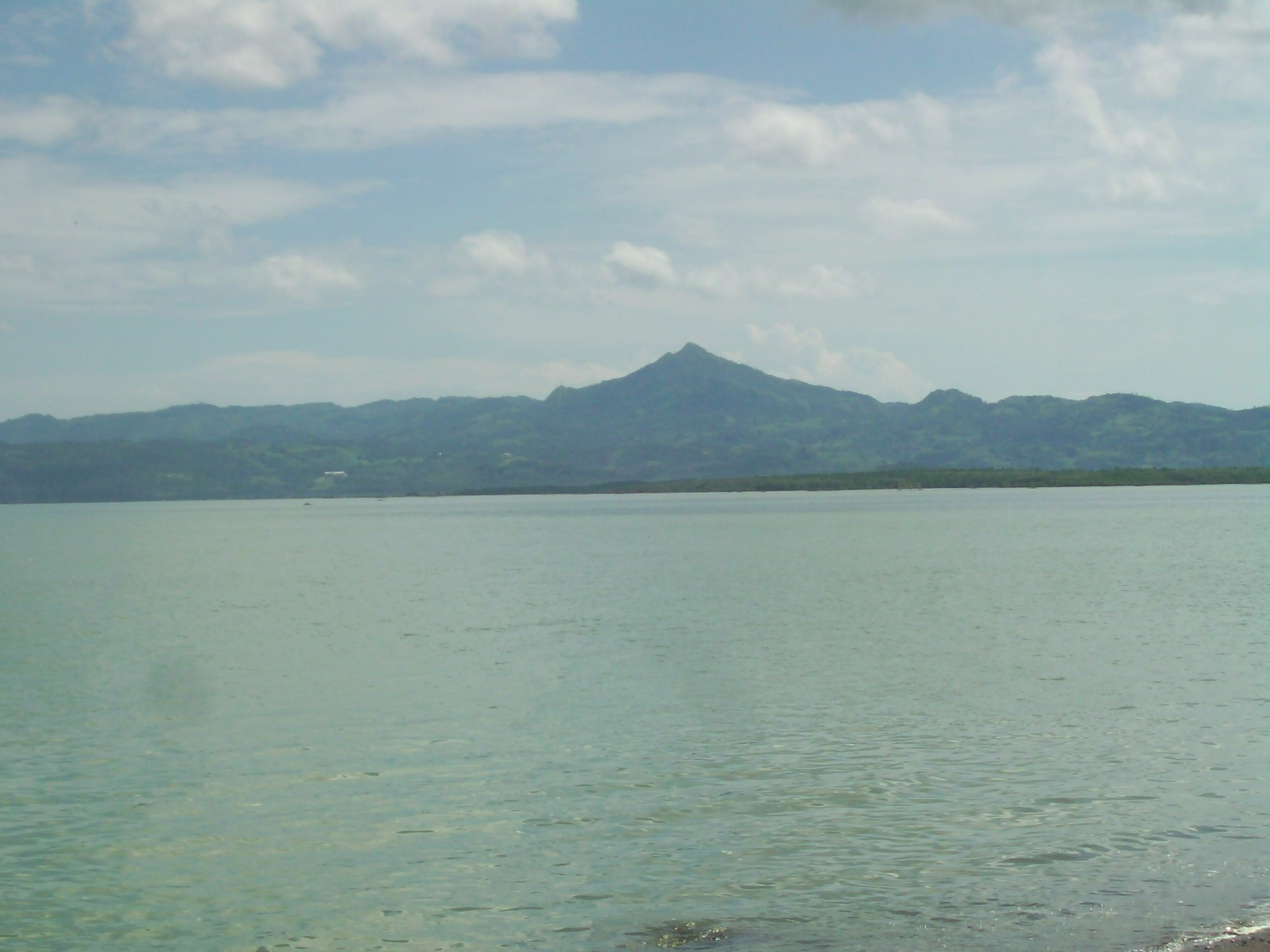

奥尔莫克湾（英語：Ormoc Bay）位于菲律宾莱特岛附近，是卡莫特斯海的延伸。奥尔莫克即位于海湾岸边。
第二次世界大战期间，奥尔莫克湾战役即发生在该地。
10°57′N 124°36′E / 10.950°N 124.600°E